# كأس إيطاليا 1979/80
كأس إيطاليا 1979/80 (بالإيطالية: Coppa Italia 1979-1980)‏ هو الموسم 33 من كأس إيطاليا. أشرف على تنظيمه Lega Nazionale Professionisti ‏، وكان عدد الأندية المشاركة فيه 36، وفاز فيه نادي روما.